# 朱盛濂
朱盛濂（？—1654年5月6日（永曆八年三月庚戌）），明朝宗室、南明軍事人物。

## 生平
朱盛濂曾擔任是宿遷知縣，崇禎十六年（1643年）和王之仁擊退清朝軍隊；湖州淪陷，他們前往夾浦湖口，清兵來到，總兵汾陽張圖南拒守，投水而死。朱盛濂中箭，走捷徑到海鹽招募士兵，又命令遊擊楊某聯絡朱盛澂到舟山。事情遭洩露，他潛行鎮江、揚州、蕪湖，回到鎮江，從子朱鳳毛到焦山出家為僧，和妻弟覃夫為刻印散札，盛濂的兒子朱繇泰的岳父貢生譚典若、御史蔣拱宸跟隨。家人李興通報清朝，令他們被擒；永曆八年（1654年）春天朱盛濂起兵戰死。

## 引用
1. 1 2  錢海岳《南明史·卷四·本紀第四》：（永曆八年三月）庚戌，……將軍朱盛濂等謀起兵鎮江，死之。
2. 1 2  錢海岳《南明史·卷二十七·列傳第三》：盛濂，宿遷知縣，崇禎十六年，與王之仁力拒清兵，卻之。湖州陷，之夾浦湖口。清兵至，總兵汾陽張圖南力拒，投水死。盛濂中矢，間道走海鹽招兵，命遊擊楊甲通盛澂及舟山。
3. ↑  錢海岳《南明史·卷二十七·列傳第三》：事洩，潛鎮江、揚州、蕪湖，回鎮江，從子鳳毛為僧焦山，與妻弟覃夫為刻印散箚，盛濂子繇泰妻父貢生譚典若、御史蔣拱宸從之。家人李興訐於清，皆被執。永曆七（八）年春，盛濂死。